# 坐骨

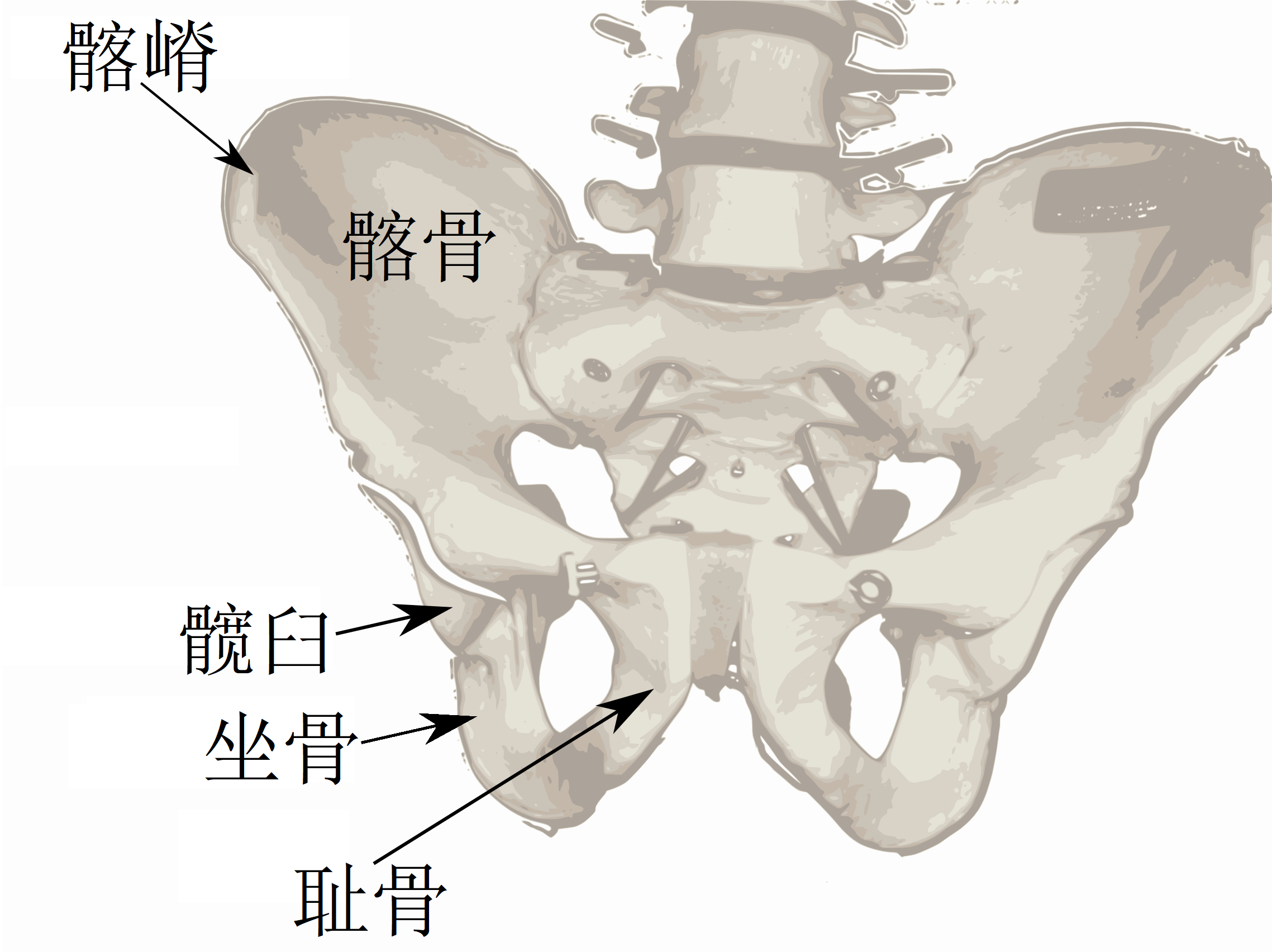

坐骨（ischium），是构成四肢動物骨盆帶的骨骼之一。
人類而言，位于骨盆下方，共有两块。坐骨骨骼坚硬，分坐骨体和坐骨支两部分。坐骨体后端的骨突称作坐骨棘（与坐骨结节不同，坐骨结节在前部）。坐骨棘的后上方为坐骨大切迹。坐骨大切迹存在性别差异，女性坐骨大切迹宽而浅。

## 神經
坐骨神經（sciatic nerve）來自於腰椎與骶骨。沿大腿後分支為脛骨神經和腓骨總神經，掌控小腿的肌肉群。

## 外部連結
- 解剖學（Anatomy）-骨頭-ischium（坐骨）（页面存档备份，存于）